# Nicodemus Tessin der Jüngere

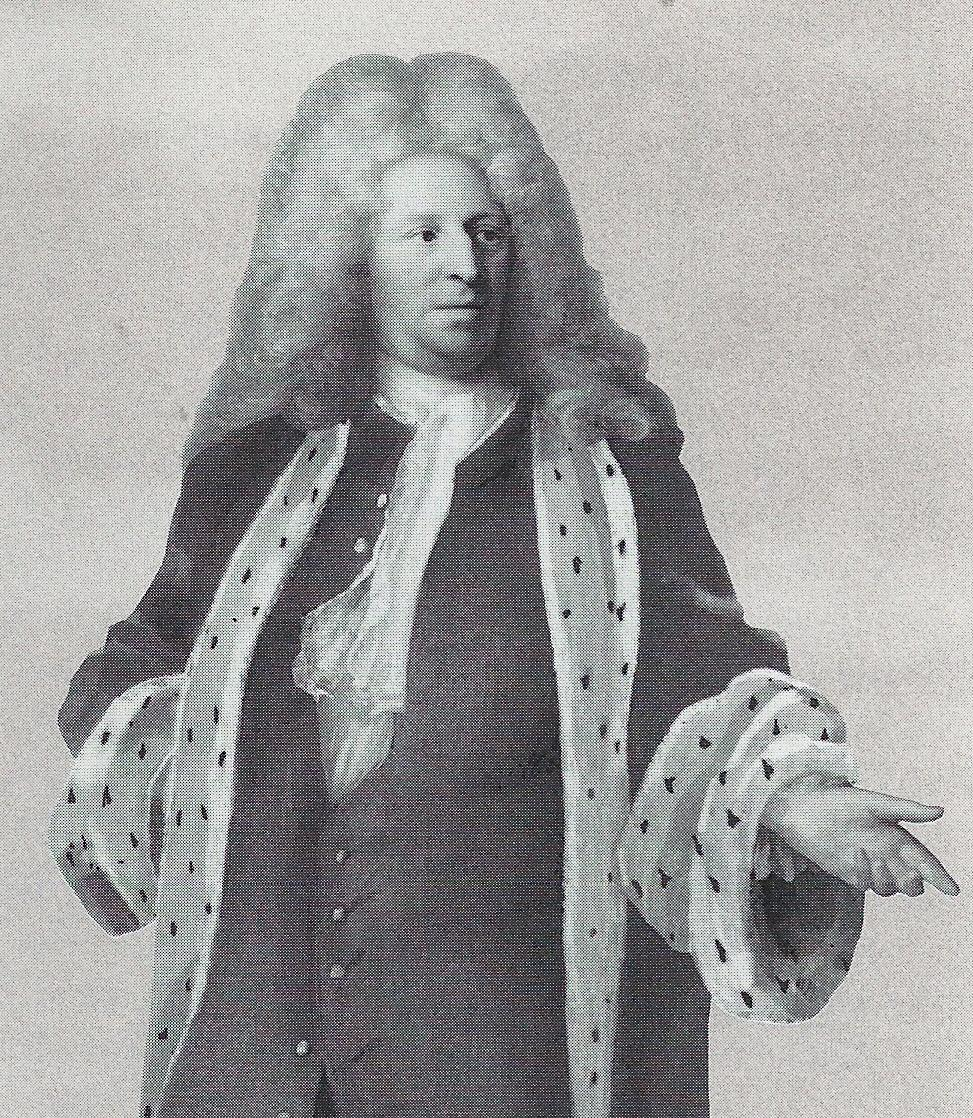
Nicodemus Tessin der Jüngere um 1700

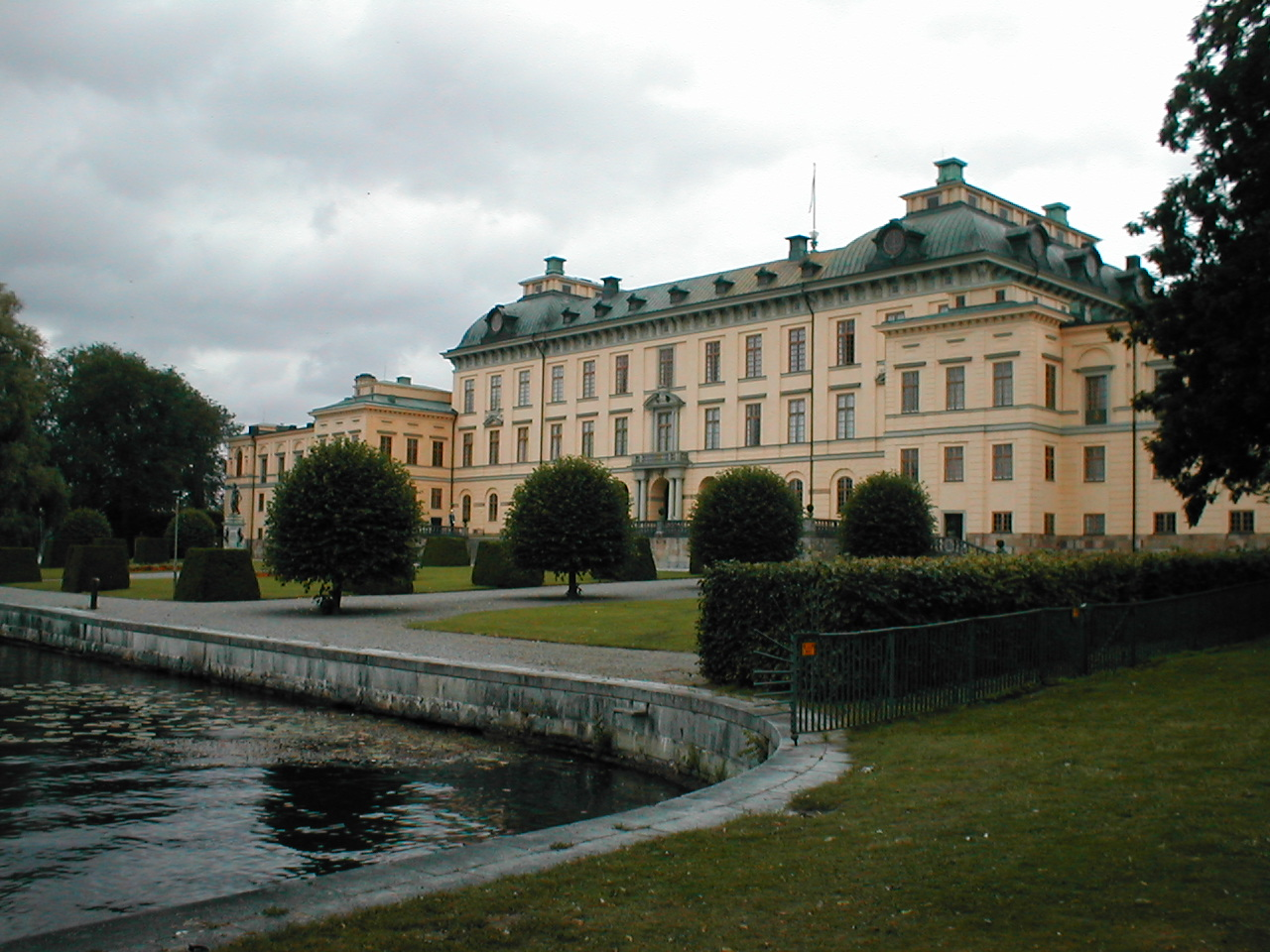
Schloss Drottningholm

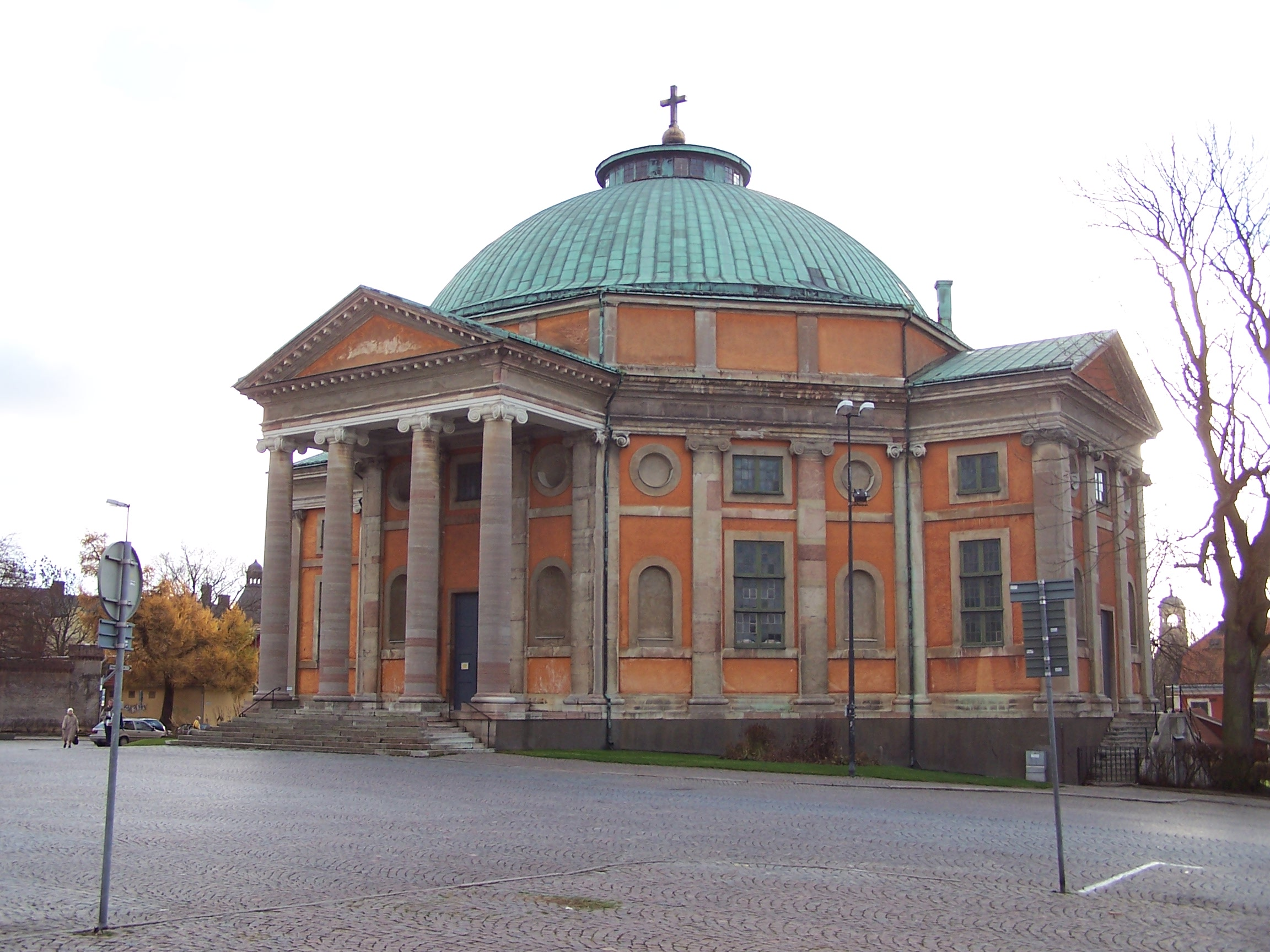
Dreifaltigkeitskirche in Karlskrona

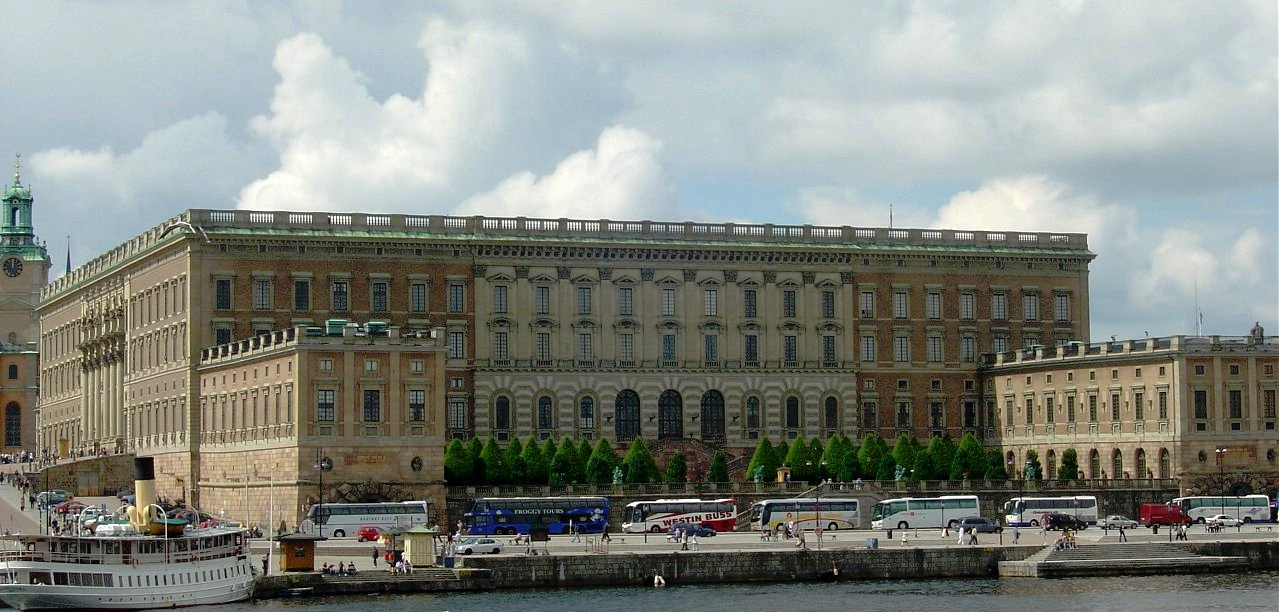
Stockholmer Schloss

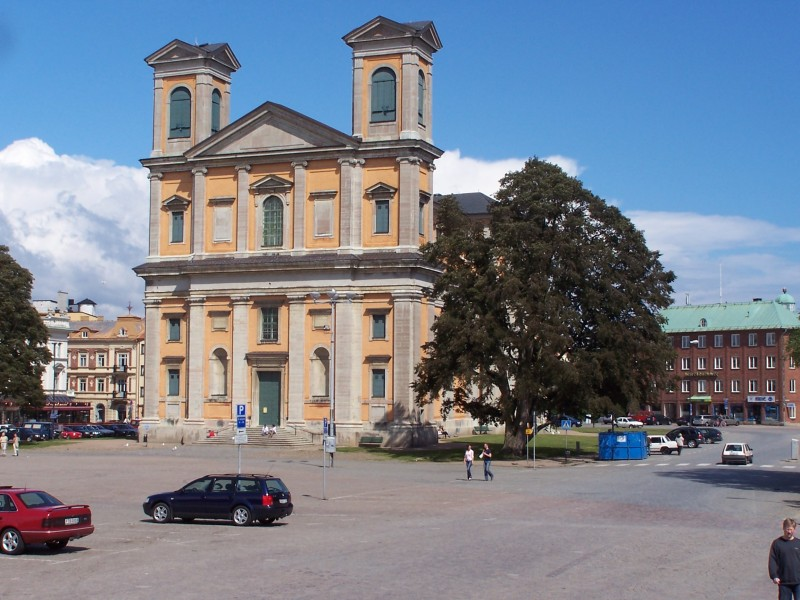
Friedrichskirche in Karlskrona

Graf Nicodemus Tessin der Jüngere (* 23. Mai 1654 in Nyköping; † 10. April 1728 Stockholm) war einer der wichtigsten Architekten Schwedens um 1700. Er war Sohn des aus Stralsund in Vorpommern eingewanderten schwedischen Hofarchitekten Nicodemus Tessin des Älteren und der Västeråser Bürgermeisterstochter Maria Svan. Nicodemus Tessin der Jüngere war Hofarchitekt ab 1676, Stockholmer Stadtarchitekt von 1682 bis 1715 und königlicher Rat ab 1712. Sein Sohn Graf Carl Gustaf Tessin war einer der einflussreichsten schwedischen Politiker seiner Zeit.

## Biographie
Nach einer ersten Ausbildung durch den Vater begann Nicodemus der Jüngere Architekturstudien in Rom (1673–1678) als Schüler Gian Lorenzo Berninis. Daran anschließend unternahm er Reisen durch Europa, wobei er in Frankreich durch die Gartenarchitektur beeinflusst wurde, vor allem durch André Le Nôtre.
Im Anschluss an diese Studienreisen wurde er 1680 von der schwedischen Königinwitwe Hedwig Eleonora als Architekt an ihrem Hof angestellt.
Nach dem Tode seines Vaters übernahm er 1681 die Arbeit am Schloss Drottningholm und widmete sich vor allem der Schlosskirche und dem französischen Park. Weitere Projekte seines Vaters, die er verwirklichte, waren die König-Karls-Kirche in Kungsör und die Dreifaltigkeitskirche in Karlskrona. Für seine Frau und sich selbst baute er einen Stadtpalast in Stockholm, den Tessinska palatset. Im Schloss Steninge in Uppland verwirklichte er die architektonische Einbeziehung des Gartens in die Schlossanlage im Sinne des Barock durch Terrassen, Freitreppen, Pavillons und andere. 1697 war er für die Planung und Durchführung der Begräbnisfeierlichkeiten des verstorbenen Königs Karl XI. verantwortlich.
Den Höhepunkt seiner Karriere als Architekt aber bildet der Bau des Stockholmer Schlosses, das anstelle des 1697 niedergebrannten Schlosses Tre Kronor entstand.
Amts- und Standeserhöhungen waren Ausdruck der Wertschätzung des Hofes und des Hochadels. So wurde er 1697 Oberintendent aller königlichen Schlösser, Häuser, Bauten und Gärten. 1699 wurde er zum Freiherrn und 1714 zum Grafen ernannt.
Sein Alterswerk ist die Friedrichskirche in Karlskrona.
Nicodemus Tessin d. J. war auch politisch aktiv und widmete sich gegen Ende seines Lebens vor allem der Politik. Wegen politischer Differenzen mit dem König Friedrich I. legte er ein Jahr vor seinem Tode alle Ämter nieder.
Im Jahr 1951 wurde in Wien-Favoriten (10. Bezirk) die Tessingasse nach Nicodemus Tessin dem Jüngeren und seinem Vater benannt.

## Werke
Unter anderem schuf er folgende Werke:
- Schloss Drottningholm, Lövö, Fortführung des Werks seines Vaters
- Schloss Steninge, Märsta, beeinflusst von Schloss Vaux-le-Vicomte
- Schloss Gottorf, bei Schleswig, für Herzog Friedrich IV. (Schleswig-Holstein-Gottorf), dessen ältester Sohn mit einer Schwester des schwedischen Königs Karl XII. verheiratet war.
- Stockholmer Schloss, Stockholm, hier ist der Einfluss von Bernini mit seinem Projekt des Louvre eindeutig erkennbar.
- Södra stadshuset, Stockholm
- Tessinska palatset, Stockholm
- Dreifaltigkeitskirche in Karlskrona, Fortführung des Werks seines Vaters
- Friedrichskirche in Karlskrona
- Kung Karls Kyrka in Kungsör
- Schloss Sturefors
- Schloss Les Caramans in Roissy-en-France (Frankreich)